# Paralimnophila (Papuaphila) euryphaea
Paralimnophila (Papuaphila) euryphaea is een tweevleugelige uit de familie steltmuggen (Limoniidae). De soort komt voor in het Australaziatisch gebied.